# شزندرة
مشقوقة الأسدية أو السَّوسل أو شزندرة (الاسم العلمي: Schisandra) هي جنس نباتي يتبع فصيلة الشزندرية من رتبة الأستربيليات.